# سعید جلیلی در انتخابات ریاست‌جمهوری ایران (۱۳۹۲)

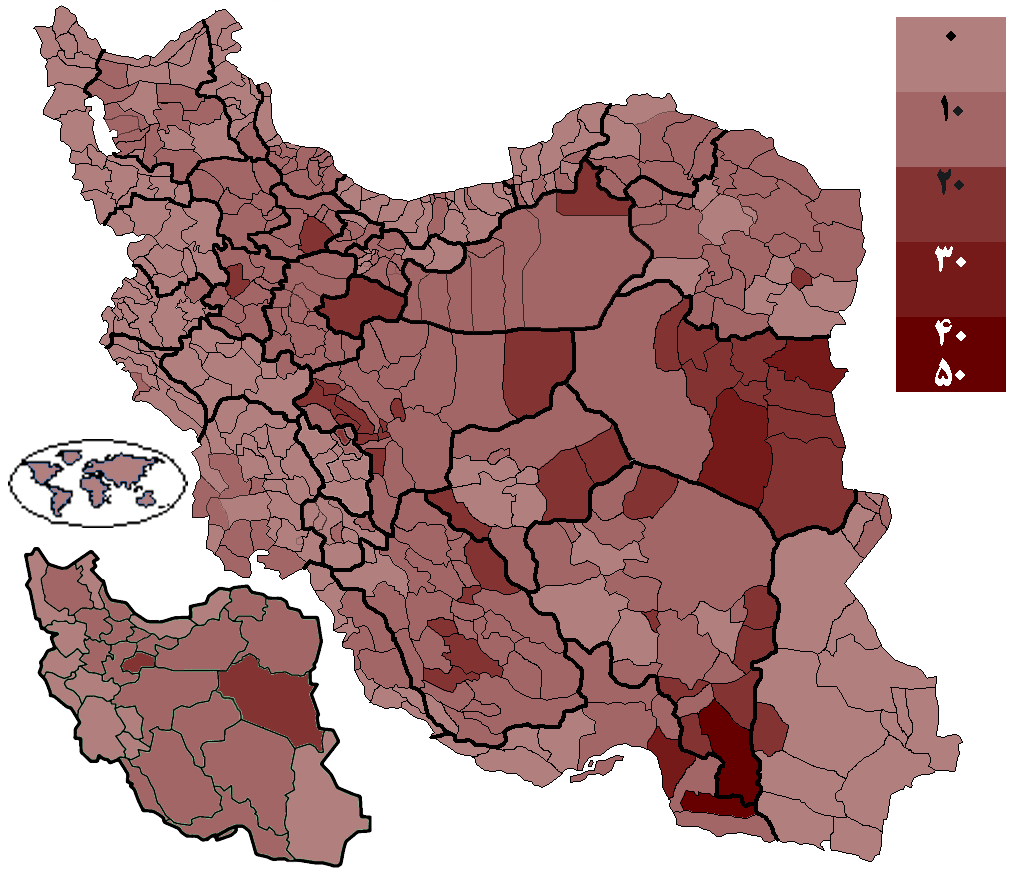
درصد رای جلیلی در انتخابات به تفکیک شهرستان و استان

سعید جلیلی، دبیر شورای عالی امنیت ملی برای یازدهمین دوره انتخابات ریاست جمهوری ثبت نام کرد. وی در نهایت توانست با کسب حدود ۴٬۱۶۹٬۰۰۰ (۱۱٫۳۶٪) رتبه سوم را به خود اختصاص دهد. در میان نامزدهای ریاست جمهوری، جلیلی کاندیدی بود که به نسبت سایرین کمتر نسبت به سیاست‌های اقتصادی محمود احمدی‌نژاد نقد وارد می‌دانست و همین مسئله احتمال ادامه روند سیاست‌های اقتصادی محمود احمدی‌نژاد از جانب وی را مطرح کرده بود.

## ستاد
- رئیس: علی باقری[۳]

## ستاد مردمی در امتداد مقاومت
(دعوت، ابلاغ شده)
- عضو مرکزی ستاد[۴]
- هادی براتی
- جواد فاضل کوهسرک

## نشست‌ها و وعده‌ها

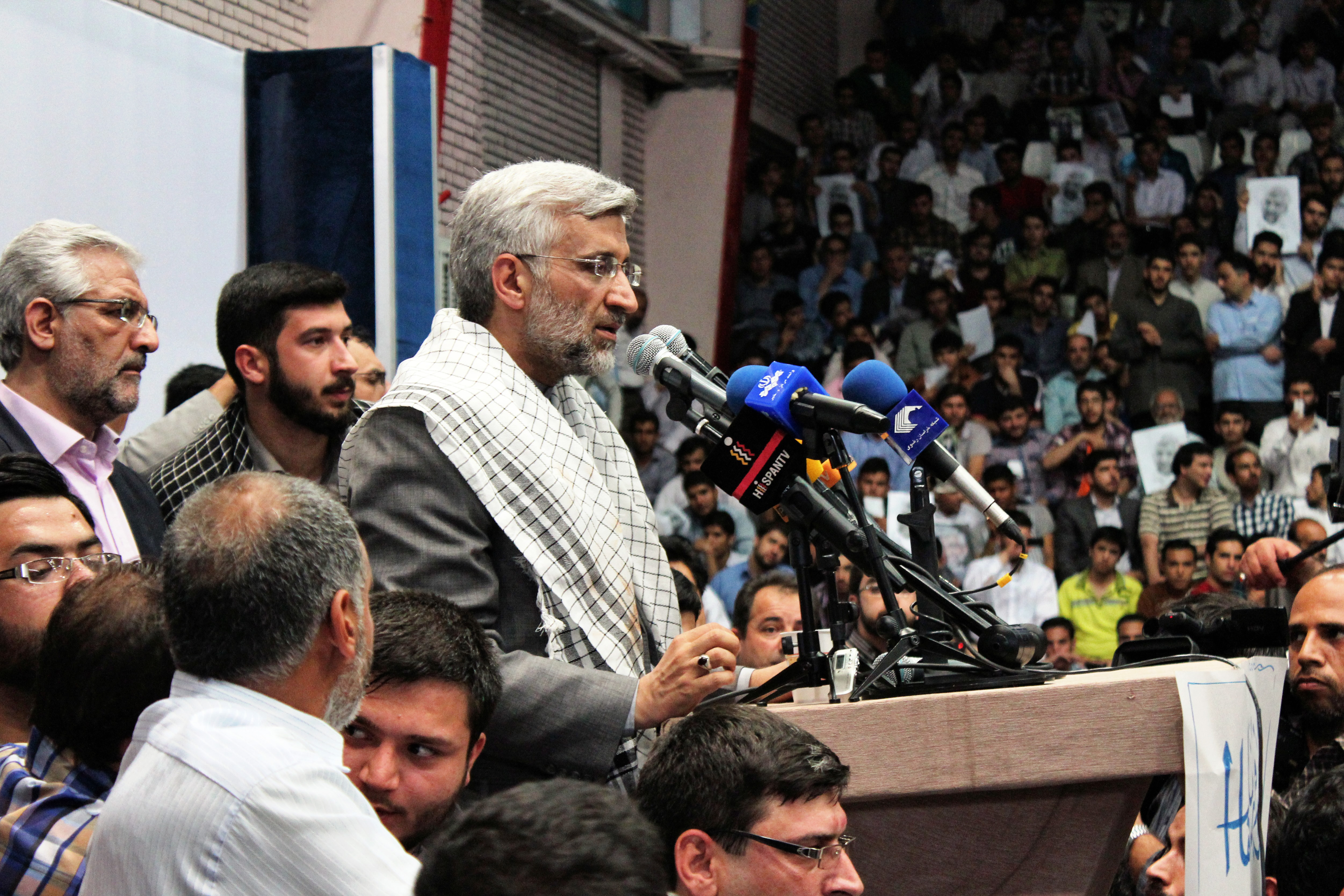
سعید جلیلی در سفر انتخاباتی مشهد ۲۰ خرداد ۱۳۹۲

- جلیلی در پاسخ به این سؤال که آیا تفکیک جنسیتی در دانشگاه‌ها که از دولت نهم آغاز شده، در دولت ایشان نیز ادامه خواهد داشت یا نه پاسخ داد که «تفکیک جنسیتی و اسلامی‌کردن دانشگاه‌ها جزو برنامه‌های اصلی و یکی از محورهای اساسی برنامه‌های من است.»[۵]
- سعید جلیلی در اولین همایش انتخاباتی خود که در جمع جوانان و دانشجویان حامی وی در ورزشگاه شهید شیرودی برگزار شد اولین برنامه‌های خودش را تشریح کرد. در این مراسم مسئولان و شخصیت‌های سیاسی از جمله مهدی کوچک‌زاده و حمید رسایی نمایندگان تهران، حسین الله‌کرم دبیرکل حزب‌الله، سیدناصر حسینی‌پور نویسنده کتاب پایی که جا ماند، وحید جلیلی، علی باقری رئیس ستاد جلیلی، سیدمحمد حسینی وزیر ارشاد، علی محمد مؤدب از شعرای انقلابی، خواجه سروی، علی خطیبی، سیدحسین نقوی نماینده ورامین، آرش میراسماعیلی و یوسفعلی میرشکاک حضور یافتند.[۶]
- علی باقری رئیس ستاد انتخاباتی سعید جلیلی با بیان اینکه «با ریاست‌جمهوری جلیلی دشمنان از همه امیدهای خود ناامید می‌شوند»، اظهار کرد: جلیلی یکی است و رای همه ما فقط جلیلی است. رای به جلیلی رای به یک فرد نیست، رای به یک جانباز و یک فرمانده دریادل و یک مذاکره‌کننده قوی و هوشیار نیست، بلکه رای به جلیلی، رای به ایران مستقل، پیشرفته، اسلامی و نمونه و ایران، پیش‌رو در تمدن اسلامی در دهه آینده خواهد بود. وی اضافه کرد: امروز همه ما در روز سوم خرداد و در چنین روز عزیزی با جلیلی بیعت می‌کنیم که هریک از ما به عنوان یک رسانه برای جلیلی عمل کنیم و پیام آقای جلیلی را به تمام مردم ایران برسانیم و در طی چند روز آینده که تا انتخابات باقی است برای معرفی این درّ گران‌بها از هیچ کوششی فروگذار نمی‌کنیم.[۷]
- سعید جلیلی، در دومین سخنرانی تبلیغاتی خود در رسانه ملی و در برنامه دیدگاه گفت:رئیس‌جمهور در راس قوه مجریه قرار می‌گیرد و قوه مجریه به مثابه یک قطار است که باید به سمت تعالی حرکت کند، هزینه ای که برای این قطار خرج می‌شود متناسب با سرعت آن نیست در حالی که این انتظار وجود دارد که قطار دولت با سرعت متناسب همه آحاد ملت را در بر بگیرد اما متأسفانه این قطار بسیار کند است و باید سریع تر حرکت کند. وی با اشاره به اینکه چگونه باید در مسیر گفتمان انقلاب و پیشرفت ملت حرکت کنیم از مسائل مهم است خاطرنشان کرد: برخی اقدامات مانند انجام سفرهای استانی پاسخ هوشمندانه ای به جلوگیری از توقف قطار دولت بود ولی این کار کافی نیست و باید در شرایط کنونی سفرهای وزارتخانه ای صورت گیرد تا هر وزارتخانه به تناسب برنامه‌هایش در مسیر پیشرفت انقلاب با انقلاب ارتباط برقرار کند.[۸]

## حامیان
جبههٔ پایداری انقلاب اسلامی ،شورای مردمی در امتداد مقاومت از حامیان اصلی سعید جلیلی می‌باشند.

پوستر انتخاباتی سعید جلیلی

بعضی صاحب نظران از احتمال حمایت احمدی‌نژاد از جلیلی سخن گفته‌اند، در این زمینه احمدی‌نژاد تاکنون اظهار جانبداری نکرده بلکه اظهار بیطرفی کرده، از سویی جلیلی در پرسش دربارهٔ مواضعش نسبت به دولت گفته اهل فتنه یا حلقه منحرف از ولایت فقیه در نظام سهمی ندارند اما در بدنه دولت نیروهای خوبی هستند که می‌توان در کنار دیگر گرایشها و حتی هواداران دیگر نامزدها در دولت آینده بهره برد. تاکنون مصباح یزدی، مرتضی آقاتهرانی (در قالب جبهه پایداری) و ابوالقاسم خزعلی ، علیرضا پناهیان، یوسفعلی میرشکاک و علی‌رضا قزوه از وی حمایت کرده‌اند.
آقاتهرانی در پاسخ اینکه؛ گفته می‌شود که سعید جلیلی گزینه اصلی دولت است، بنابراین انتخاب وی توسط جبهه پایداری به حمایت مستقیم و غیر مستقیم شما از دولت بازمی‌گردد؟

گفت: «دولت که گناهکار نیست آن هم می‌تواند در انتخابات نظر دهد یا این کار را انجام ندهد، مهم این است ارتباطی با فتنه و اهل انحراف ایجاد نشود و من یقین دارم که در موردآقای جلیلی چنین مسئله ای پیش نخواهد آمد.»
اما از سویی محمدرضا مهدوی کنی اعلام کرد چون وی پیش من نیامده شرح صدر ندارد و روشن نیست می‌تواند رئیس‌جمهور خوبی باشند یا نه، و بعید است وی را به عنوان کاندیدای خود معرفی کنیم.
جمعی از هواداران دولت احمدی‌نژاد با عنوان «ستاد تداوم دولت مردم» با شعار تأکید بر قوت دولت فعلی و دوری از نقاط ضعف آن، طی بیانه ای طولانی از جلیلی حمایت کردند.
همچنین جامعهٔ اسلامی دانشجویان، حزب اسلامی رفاه ایران و جبههٔ تحول‌گرایان ولایی، جبههٔ پیشگامان خدمت و شورای هماهنگی نیروهای انقلاب اسلامی از جلیلی حمایت کردند.

### جبههٔ پایداری انقلاب اسلامی
جبههٔ پایداری انقلاب اسلامی که خود را «حامیان گفتمان دولت» یا «حامیان گفتمان سوم تیر (تاریخ برگزیدن احمدی‌نژاد در دور دوم انتخابات ۸۴)» می‌خوانند تا حامیان دولت، بیشتر شامل گروهی است که در پی اختلاف با اطرافیان احمدی‌نژاد در سال‌های ۸۸–۸۹ از او فاصله گرفتند.
این جبهه پس از بررسی نامزدان موردنظر در نهایت به سه نفر: کامران باقری لنکرانی وزیر بهداشت احمدی‌نژاد در دولت نهم (همچنین عضو شورای مرکزی و سخنگوی جبهه)، سعید جلیلی دبیر شورای عالی امنیت ملی، سید پرویز فتاح وزیر نیروی دولت نهم و جانشین قرارگاه سازندگی خاتم‌الانبیا رسید و قرار شد این سه تن از میان خود یک نفر را اعلام کنند.
در نهایت کامران باقری لنکرانی نامزد نهایی این جبهه معرفی شد.
بعد در پی اختلاف جلیلی، سخنگوی جبهه پایداری با بیان اینکه اگر حتی سعید جلیلی هم بیاید، کاندیدای اصلح جبهه پایداری، باقری لنکرانی است، گفت: مدل انتخاب اصلح ائتلاف یا مذاکره برنمی‌دارد. محمد سلیمانی مسوول ستاد باقری لنکرانی در انتخابات ریاست جمهوری یازدهم از تشکیل و فعال شدن کمیته رسانه، دانشجویان، طلاب، قشرها، بین‌الملل، بانوان، ارتباط با تشکل‌ها و کمیته ستادهای مردمی حامی وی خبر داد.
اما در نهایت لنکرانی پس از جلسه مشورت با جلیلی به نفع وی کنار کشید.

## ستادمردمی در امتداد مقاومت
شورای مردمی در امتداد مقاومت به جهت سازماندهی و ساماندهی کمک‌ها و حمایت‌های مردمی در سراسر کشور تأسیس شد و اعضای آن با احکام جداگانه‌ای از سوی ریاست ستاد و همچنین دکتر علی اصغر زارعی منصوب شدند. زارعی از سال ۱۳۶۵ تا ۱۳۷۰ فرمانده یگان جنگ الکترونیک سپاه بود. جنگال جمع اعضا شورای مرکزی ۳ نفر بود.

## افراد حامی
افراد حامی سعید جلیلی (بطور متفرقه):
1. محمدتقی مصباح یزدی
2. رجبی (عضو جامعه مدرسین حوزه علمیه قم)
3. موسوی جزایری (عضو مجلس خبرگان رهبری)
4. علم الهدی
5. کعبی (عضو جامعه مدرسین حوزه علمیه قم)
6. زابلی
7. ابوالقاسم خزعلی (عضو مجلس خبرگان رهبری)
8. فیاضی (عضو جامعه مدرسین حوزه علمیه قم)
9. میرباقری (رئیس دفتر فرهنگستان علوم اسلامی قم)
10. حاجتی (مدیر حوزه علمیه خوزستان)
11. استاد اصغر طاهرزاده (استاد حوزه و دانشگاه)
12. مجتبی مصباح یزدی (عضو هیئت علمی مؤسسه امام خمینی)
13. محمد سلیمانی (وزیر سابق وزارت ارتباطات و فناوری اطلاعات)
14. نبویان (استاد حوزه و دانشگاه)
15. مسعود درخشان (استاد دانشگاه امام صادق در رشته اقتصاد)
16. پرویز داوودی (معاون اول دولت نهم و استاد دانشگاه در رشته اقتصاد)
17. پناهیان (استاد حوزه و دانشگاه)
18. خسروپناه (رئیس مؤسسه پژوهشی حکمت و فلسفه)
19. مؤمنی (خطیب و استاد حوزه‌های علیمه)
20. آقا تهرانی (استاد حوزه و دبیر جبهه پایداری انقلاب اسلامی)
21. باقری لنکرانی (وزیر سابق بهداشت و عضو ارشد جبهه پایداری)
22. آشتیانی (عضو جامعه مدرسین حوزه علمیه قم)
23. حسینیان (رئیس مرکز اسناد انقلاب اسلامی)
24. محمد هادی همایونی (استاد دانشگاه و دکترای ارتباطات)
25. سعید زیباکلام (عضو هیئت علمی گروه فلسفهٔ دانشگاه تهران)
26. رضا روستا آزاد (رئیس دانشگاه صنعتی شریف)
27. محمد هادی زاهدی وفا
28. رضائیان (پدر علم مدیریت در ایران)
29. عالی (خطیب و استاد حوزه علمیه)
30. سقای بی‌ریا (معاونت پژوهشی مؤسسه امام خمینی)
31. جواد کریمی قدوسی (عضو کمیسیون امنیت ملی مجلس شورای اسلامی)
32. رحیم احمدی روشن (پدر مصطفی احمدی روشن)
33. علی اصغر زارعی (نماینده مردم تهران در مجلس شورای اسلامی)
34. یوسفعلی میرشکاک (نویسنده و شاعر انقلاب)
35. مهندس پرویز فتاح (رئیس بنیاد مستضعفان)
36. مسعود میرکاظمی (استاد دانشگاه و وزیر سابق نفت)
37. بهداروند (نویسنده و پژوهشگر جنگ ایران و عراق)
38. علیرضا قزوه (شاعر انقلاب)
39. نادر طالب زاده (نویسنده و کارگردان)
40. فرج‌الله سلحشور (نویسنده و کارگردان)
41. سعید قاسمی (فعال فرهنگی و استاد دانشگاه)
42. گل علی بابایی (نویسنده و پژوهشگر جنگ ایران و عراق)
43. سید مرتضی حسینی (نمایند مجلس)
44. مهدی کوچک زاده (استاد دانشگاه و نماینده مجلس)
45. ابراهیم رزاقی (استاد دانشگاه در رشته اقتصاد)
46. زهره طبیب زاده (نماینده مجلس)
47. فروغ نیلچی زاده (مدرس حوزه و دانشگاه و پژوهشگر خانواده)
48. فاطمه آلیا (نماینده مجلس)
49. حسن حمیدزاده (مدرس دانشگاه)
50. حمید داوود آبادی (نویسنده و پژوهشگر جنگ ایران و عراق)
51. پژمان فر (رئیس مجمع نمایندگان خراسان رضوی)
52. شهریار زرشناس (پژوهشگر و استاد غرب‌شناسی)
53. ابراهیم فیاض
54. علی باقری (دکتری اقتصاد از دانشگاه امام صادق و معاون دبیر شورای عالی امنیت ملی)
55. مهدی سلحشور (مسئول کارگروه هیئت مذهبی کشور)
56. حسن دانایی فرد (عضو شورای پژوهشی مرکز مطالعات مدیریت)
57. سید قاسم الهاشمی (عضو جمعیت الوفاق بحرین)
58. بیژن نوباوه وطن (نماینده مجلس)
59. حسینعلی شهریاری (رئیس کمیسیون بهداشت و درمان مجلس)
60. فؤاد ایزدی (عضو هیئت علمی دانشکده مطالعات جهان)
61. محمد علی رامین
62. امیر حسین قاضی زاده (نماینده مجلس)
63. حسین کچوئیان (عضو هیئت علمی دانشگاه تهران)
64. عباس سلیمی نمین (مدیر دفتر مطالعات و تدوین تاریخ ایران)
65. رهدار (استاد حوزه و دانشگاه)
66. سید مهدی هاشمی (نماینده مجلس)
67. سید ناصر حسینی‌پور (نویسنده جنگ ایران و عراق)
68. محمد رضا اسکندری (وزیر سابق جهاد کشاورزی)
69. ابولقاسم جراره (نماینده مجلس)
70. مهدی محمدی (کارشناس مسائل بین‌الملل)
71. وحید یامین‌پور (استاد دانشگاه و کارشناس رسانه)
72. علی محمد مؤدب (شاعر انقلاب)
73. محمد شجاعی (مدیر مؤسسه منتظران منجی)
74. خانواده مصطفی احمدی‌روشن[۲۶]

### روحانیون
- محمدتقی مصباح یزدی
- عباس کعبی (عضو جامعه مدرسین حوزه علمیه قم)[۲۷]
- علم الهدی (امام جمعه مشهد)
- خزعلی (عضو مجلس خبرگان رهبری)
- میرباقری (رئیس دفتر فرهنگستان علوم اسلامی قم)
- پناهیان (استاد حوزه و دانشگاه)

### حقوقدانان[۲۷]
- عباس کعبی، مدرس دانشگاه تهران و عضو مجلس خبرگان رهبری
- سید فضل‌الله موسوی، رئیس دانشکده حقوق و علوم سیاسی دانشگاه تهران
- ابراهیم موسی‌زاده، استاد حقوق دانشگاه تهران
- محمود مهدوی، استاد حقوق دانشگاه تهران
- نادر میرزاده، استاد حقوق دانشگاه تهران
- اکبر طلابکی، استاد دانشگاه تربیت مدرس
- محمدرضاشریفانی، مدرس دانشگاه
- محمد شجاعیان، استاد دانشگاه علامه طباطبایی
- سید ابراهیم حسینی، هیئت علمی مؤسسه آموزشی و پژوهشی امام خمینی
- محمد رضا باقرزاده، هیئت علمی مؤسسه آموزشی و پژوهشی امام خمینی
- قاسم شبان نیا، هیئت علمی مؤسسه آموزشی و پژوهشی امام خمینی
- حسام قپانچی، استاد دانشگاه فردوسی
- نادره شاملو، استاد دانشگاه فردوسی
- حمید رضا طالقانی، استاد دانشگاه اصفهان
- وحید یامین پور، استاد دانشگاه آزاد واحد علوم تحقیقات تهران
- شاطری پور، استاد دانشگاه آزاد تهران
- حسین جهانی، استاد حقوق دانشگاه جامع علمی کابردی
- روح‌الله اکرمی سراب، استاد حقوق دانشگاه قم
- الهام نامداری، استاد دانشگاه

### فرهنگیان
- علی محمد مؤدب (شاعر انقلاب)[۲۸]